# Saturno IB

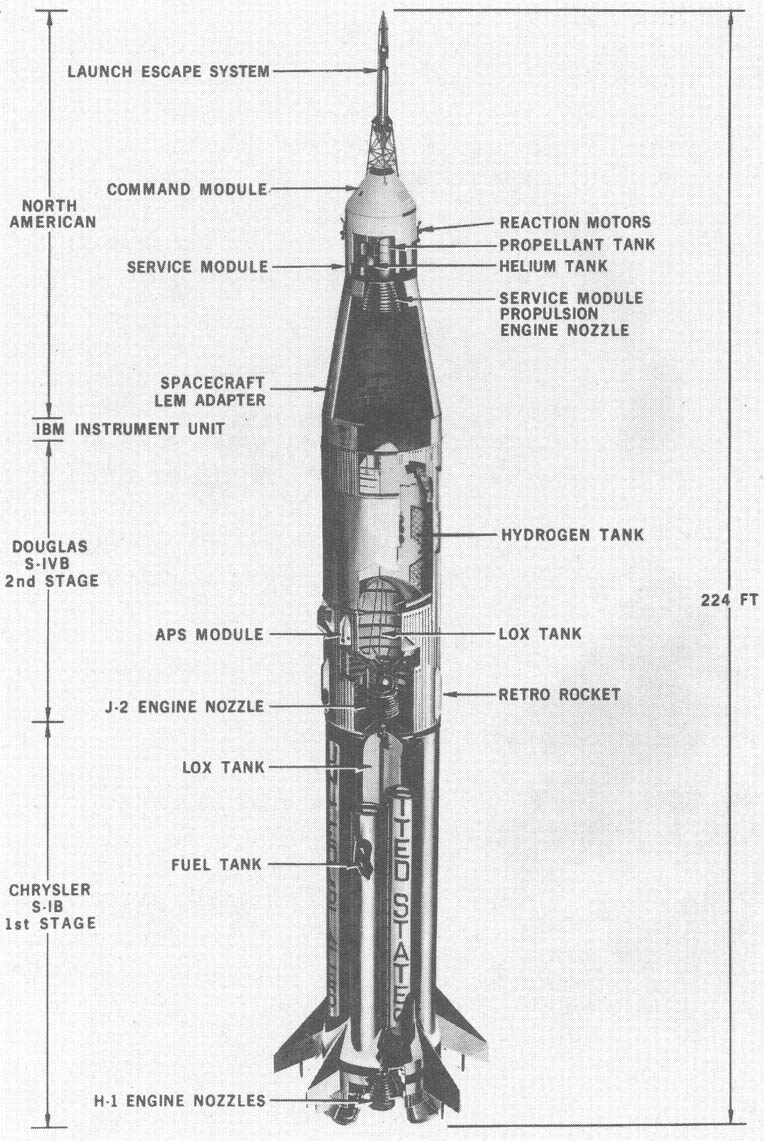
Diagrama em corte do foguete Saturno IB

O Saturn IB (também conhecido como Saturno I) foi um veículo de lançamento norte-americano encomendado pela Administração Nacional de Aeronáutica e Espaço (NASA) para o programa Apollo. Ele melhorou o Saturno I substituindo o segundo estágio S-IV (90 000 libras-força (400 000 N), 43 380 000 lb-seg impulso total), pelo S-IVB (200 000 libras-força (890 000 N), 96 000 000 lb-seg impulso total). O primeiro estágio do S-IB também aumentou o empuxo da linha de base S-I de 1 500 000 libras-força (6 700 000 N) para 1 600 000 libras-força (7 100 000 N) e carga propulsora em 3,1%. Isso aumentou a capacidade de carga útil da órbita terrestre baixa do Saturno I de 20 000 libras (9 100 kg) para 46 000 libras (21 000 kg), o suficiente para testes de voo antecipados de um módulo de comando e serviço (CSM) Apollo semiabastecido ou um módulo lunar Apollo (LM) totalmente abastecido, antes que o Saturno V maior necessário para o voo lunar estivesse pronto.
Ao compartilhar o estágio superior do S-IVB, o Saturno IB e o Saturno V forneceram uma interface comum para a espaçonave Apollo. A única grande diferença foi que o S-IVB no Saturno V queimou apenas parte de seu propelente para atingir a órbita da Terra, para que pudesse ser reiniciado para injeção translunar. O S-IVB no Saturno IB precisava de todo o seu propelente para alcançar a órbita da Terra.
O Saturn IB lançou dois voos suborbitais CSM não tripulados a uma altura de 162 km, um voo orbital LM não tripulado e a primeira missão orbital CSM tripulada (inicialmente planejada como Apollo 1, mais tarde voada como Apollo 7). Também lançou uma missão orbital, AS-203, sem carga útil para que o S-IVB tivesse combustível residual de hidrogênio líquido. Esta missão apoiou o projeto da versão reinicializável do S-IVB usado no Saturno V, observando o comportamento do hidrogênio líquido na ausência de gravidade.
Em 1973, um ano após o fim do programa lunar Apollo, três Apollo CSM/Saturn IBs transportaram tripulações para a estação espacial Skylab. Em 1975, um último Apollo/Saturn IB lançou a parte Apollo do Projeto de Teste Apollo-Soyuz (ASTP) conjunto EUA-URSS. Um Apollo CSM/Saturn IB de backup foi montado e preparado para uma missão de resgate Skylab, mas nunca voou.
Os IBs Saturno restantes no inventário da NASA foram descartados após a missão ASTP, pois nenhum uso pôde ser encontrado para eles e todas as necessidades de carga pesada do programa espacial dos EUA poderiam ser atendidas pela família Titan III, mais barata e versátil, e também pelo ônibus espacial.